# Ferrari 250P

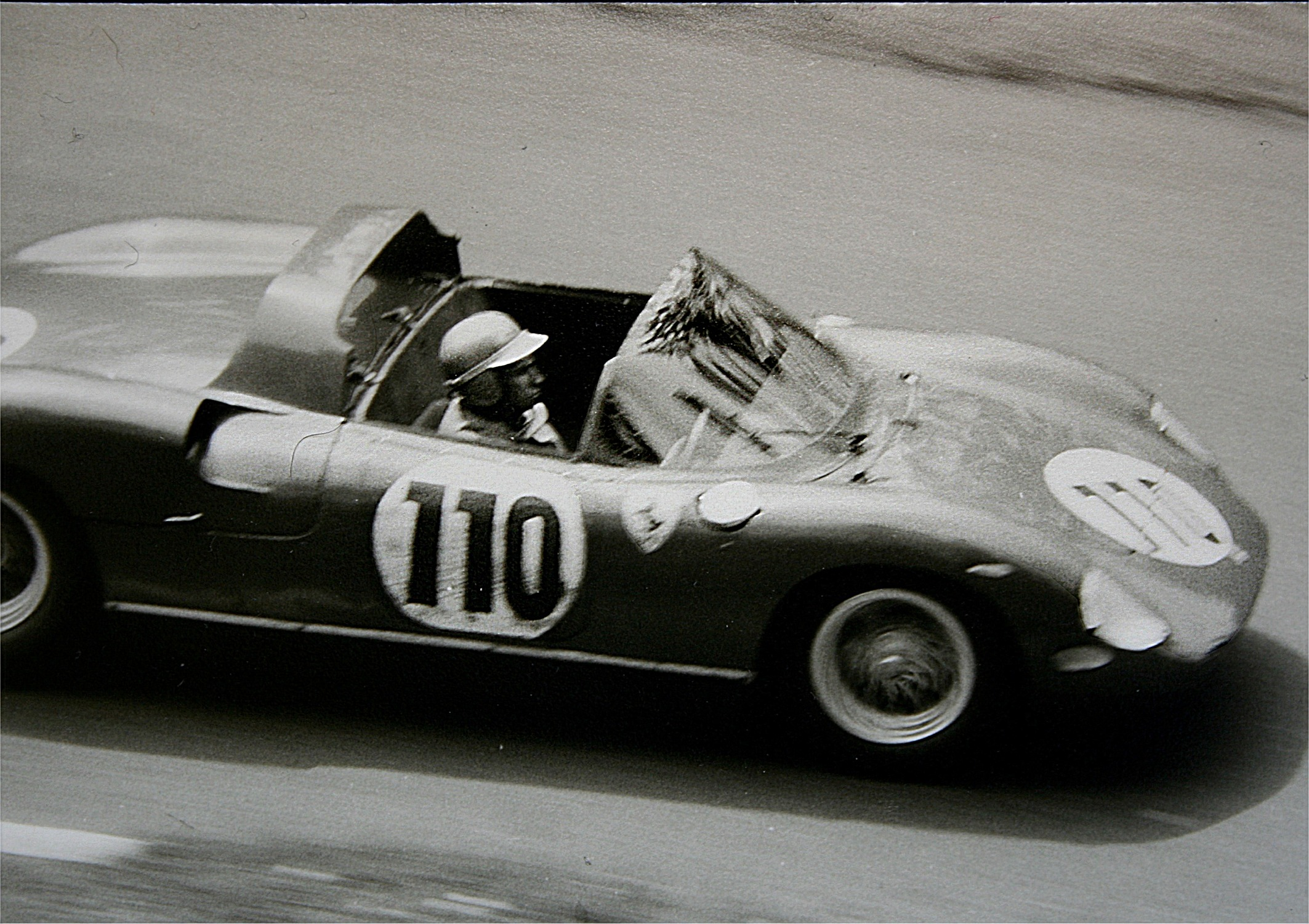
Willy Mairesse im Ferrari 250P bei seiner Siegesfahrt beim 1000-km-Rennen auf dem Nürburgring 1963; hier im Streckenabschnitt Hatzenbach

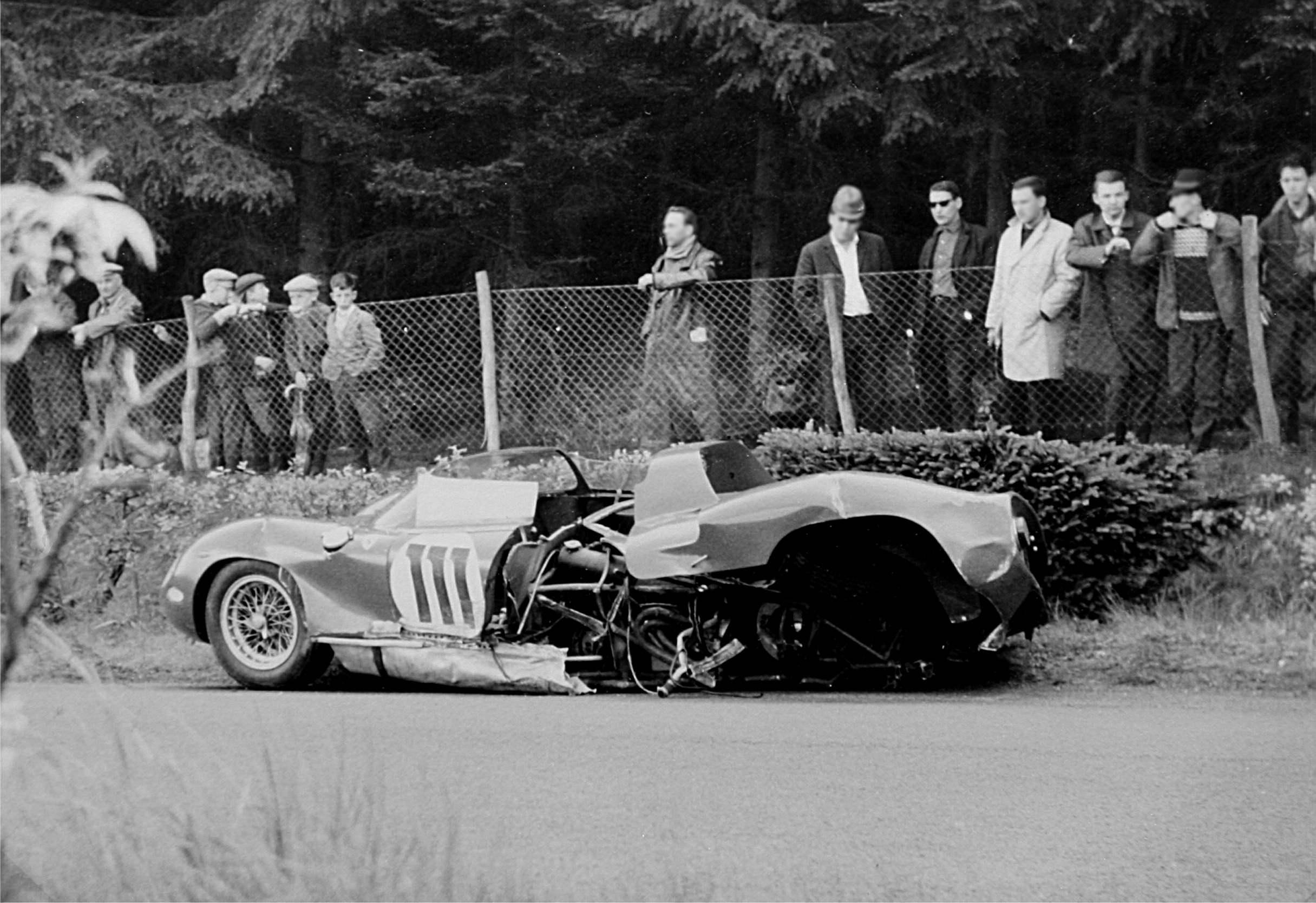
Das Wrack des Ferrari 250P von Mike Parkes nach dessen Unfall beim 1000-km-Rennen auf dem Nürburgring 1963

Der Ferrari 250P war ein Rennsportwagen, den die Techniker der Scuderia Ferrari 1963 für Sportwagenrennen entwickelten.

## Hintergrund und Technik
Der 250P war ein großer Bruch in der Typologie von Ferrari. Er war der erste Mittelmotor-12-Zylinder-Rennsportwagen in der Geschichte der italienischen Marke. Eigentlich wollte die FIA im Reglement der Sportwagen-Weltmeisterschaft für das Jahr 1963 den Schwerpunkt der Wagenklassen in Richtung Gran Turismo verschieben. Dem ACO, der Veranstalterorganisation des 24-Stunden-Rennens von Le Mans, war dieses Reglement jedoch zu wenig spektakulär, denn man fürchtete durch den Verlust der großen Sportwagen massive Rückgänge bei den Zuschauern. Dem ACO gelang es, weitere Veranstalter von Sportwagenrennen auf ihre Seite zu ziehen; gemeinsam wurde dann dieses neue Reglement zu Fall gebracht. Nachdem auch 1963 Sportwagen an den Start gehen konnten, entwickelte die Scuderia den 250P.
Ende 1962 begannen die Vorarbeiten. Ein Ferrari Dino 246SP – Fahrgestell 0796 – wurde umgebaut, um den neuen 3-Liter-V12-Motor  aus dem Testa Rossa aufnehmen zu können. Dazu musste der Rohrrahmen verlängert werden. Die Erkenntnisse aus den Testfahrten flossen in den Bau der 250P ein. Die Wagen hatten vier Einzelradaufhängungen und Scheibenbremsen vorne und hinten, wobei die hinteren direkt am Differenzialgehäuse angeordnet waren. Das unsynchronisierte Getriebe lag hinter dem Differenzial. Dadurch konnten die Getriebewellen leicht gewechselt werden, was zur Folge hatte, dass die Höchstgeschwindigkeit des Rennwagens durch Wahl der richtigen Übersetzung leicht an die Gegebenheiten der jeweiligen Rennstrecken angepasst werden konnte. Die vier Karosserien kamen von Pininfarina. Vorgestellt wurde der Wagen am 4. März 1963 – gemeinsam mit dem Ferrari 330LMB – in den Boxenanlagen der Rennstrecke von Monza.

## Renngeschichte
Sein Renndebüt gab der 250P beim 12-Stunden-Rennen von Sebring gleich mit einem Doppelsieg. John Surtees und Ludovico Scarfiotti siegten nach 208 Runden mit einer Runde Vorsprung auf die Teamkollegen Willy Mairesse und Nino Vaccarella. Auch beim zweiten Einsatz, dem 1000-km-Rennen am Nürburgring, gab es einen Gesamtsieg. Diesmal waren Willy Mairesse und John Surtees Partner, die vor der überraschend starken GTO-Mannschaft Pierre Noblet/Jean Guichet siegreich blieben.
In Le Mans folgte der nächste Erfolg. Ferrari verlor zwar einen der drei Werks-250P durch einen Unfall von Willy Mairesse, der Sieg ging dennoch an einen 250P, gefahren von Scarfiotti und Lorenzo Bandini. Bei vier Starts gab es einmal einen Totalausfall: Bei der Targa Florio kamen beide gemeldeten Werkswagen nicht ins Ziel.
1964 folgte auf den 250P der 275P.

## Technische Daten
| Kenngrößen                     | Ferrari 250P                                                          |
| Motor:                         | Viertakt-12-Zylinder-V-Motor (Mittelmotor)                            |
| Kühlung:                       | Wasser mit Thermostat                                                 |
| Hubraum:                       | 2953 cm³                                                              |
| Bohrung × Hub:                 | 73 × 58,8 mm                                                          |
| Verdichtung:                   | 9,5 : 1                                                               |
| Vergaser:                      | 6 Weber-Doppelvergaser                                                |
| Leistung:                      | 310 PS (228 kW) bei 7500/min                                          |
| Kraftübertragung:              | Mehrscheiben-Trockenkupplung, 5-Gang-Getriebe, Hinterradantrieb       |
| Rahmen:                        | Stahlrohrrahmen                                                       |
| Radaufhängung vorn und hinten: | Lenkertrapez, Schraubenfedern, je 1 Stabilisator, Teleskopstoßdämpfer |
| Bremsen:                       | hydraulisch betätigte Scheibenbremsen                                 |
| Spurweite vorn/hinten:         | 1350/1340 mm                                                          |
| Radstand:                      | 2400 mm                                                               |
| Reifengröße vorn/hinten:       | 5.50–15/7.00–15                                                       |
| Länge × Breite × Höhe:         | 4015 × 1670 × 1080 mm                                                 |
| Leergewicht (ohne Fahrer):     | 760 kg                                                                |
| Höchstgeschwindigkeit:         | ca. 270 km/h                                                          |